# 篠田義正
篠田 義正（しのだ よしまさ、生没年不詳）とは、明治時代の東京の浮世絵師、地本問屋。

## 来歴
師系不明。東京神田元佐久間町四番地、また湯島切通坂町三十二番地に住む。地本問屋を経営しながら自ら画工も兼ね、自作の絵本や歌川国利の絵を版行している。

## 作品
- 『お伽噺』7冊　※明治17年（1884年）刊行。「かちかち山」、「さるかに合戦」、「はなさきぢゝい」、「ぶんぶく」、「義経一代記」、「桃太郎一代記」、「舌切りすゞめ」。自画自作自版
- 「新板あね様づくし」　大判錦絵　※明治17年、自画自版